# Gavin Newsom
Gavin Christopher Newsom (sinh ngày 10 tháng 10 năm 1967) là một chính trị gia và doanh nhân người Mỹ và cũng là Thống đốc California thứ 40. Ông thuộc Đảng Dân chủ, trước đây từng là nắm chức phó thống đốc thứ 49 của California (2011-19) và là thị trưởng thứ 42 của San Francisco (2004-11). Ông nhậm chức Thống đốc California vào ngày 7 tháng 1 năm 2019. Về lập trường chính trị ông là nhân vật khuynh tả, với tiếng tăm một thời khi ông là một trong những người ủng hộ hôn nhân đồng tính ở Hoa Kỳ. Ông chủ trương mở rộng nền y tế phổ thông cho mọi thành phần, kiểm soát và hạn chế súng ống, và hợp pháp hóa cần sa.

## Thân thế
Newsom học trường trung học Redwood và tốt nghiệp Đại học Santa Clara. Học xong ông lập cửa hàng rượu PlumpJack với gia đình người bạn Gordon Getty góp vốn đầu tư. Tập đoàn PlumpJack phát triển dần rồi quản lý 23 doanh nghiệp, trong đó có xưởng cất rượu vang, nhà hàng và khách sạn.
Newsom nhập chính trường vào năm 1996 khi thị trưởng San Francisco là Willie Brown bổ nhiệm ông vào Ủy ban đỗ xe và giao thông của thành phố. Năm sau ông lên Hội đồng Giám sát San Francisco. 

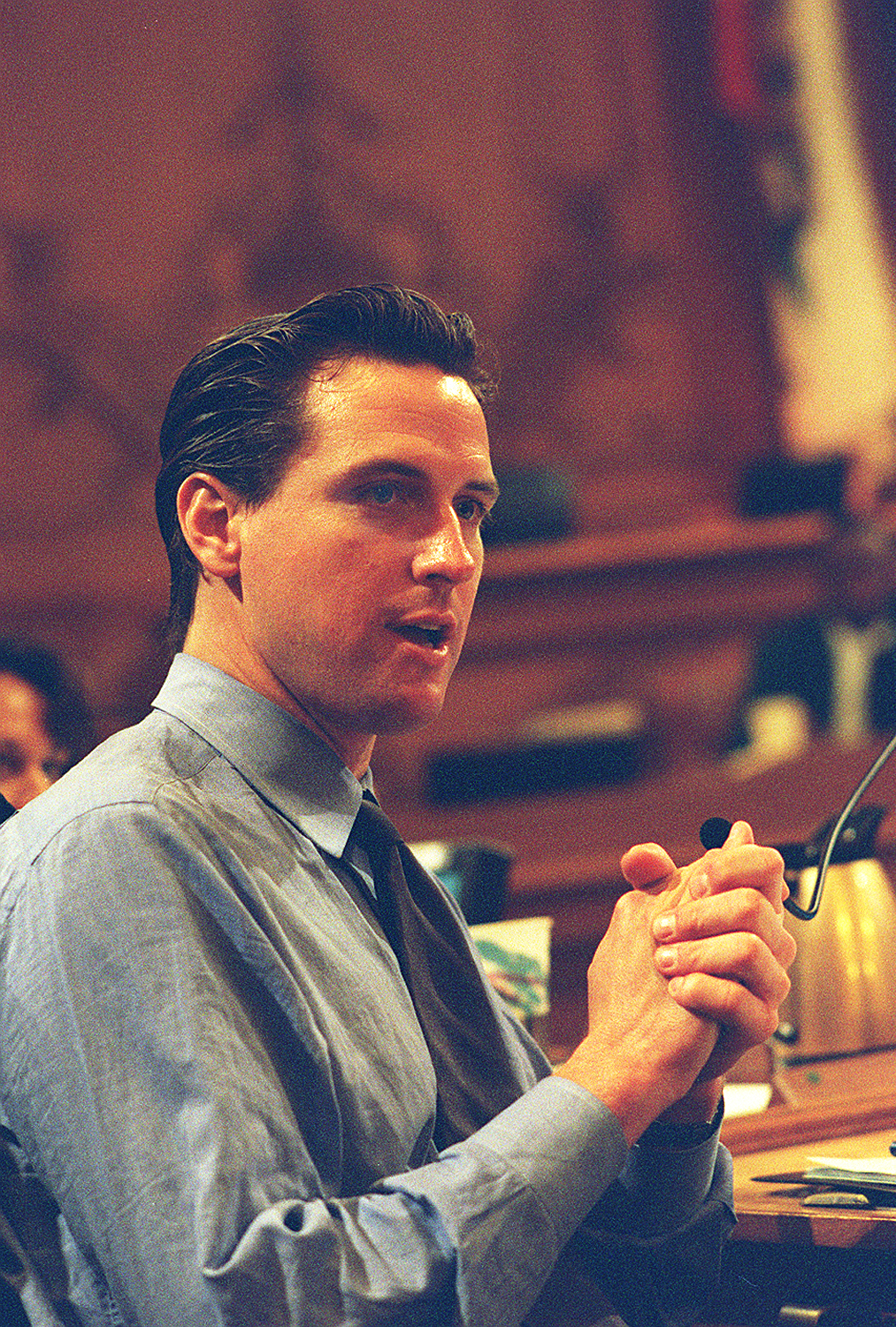
Gavin Newsom năm 1999

Năm 2003, Newsom đắc cử làm thị trưởng thứ 42 của San Francisco, được ghi nhận là thị trưởng trẻ nhất của thành phố này suốt một thế kỷ qua. Newsom tái đắc cử năm 2007 với 72% số phiếu. Ông đắc cử Phó thống đốc bang California năm 2010, liên danh với Jerry Brown, và bầu lại vào nhiệm kỳ hai năm 2014. Tháng 2 năm 2015, Newsom tuyên bố sẽ ra tranh cử Thống đốc California trong cuộc bầu cử năm 2018. Ngày 5 tháng 6 năm 2018, ông đắc cử sơ bộ rồi đánh bại đối thủ thuộc đảng Cộng hòa John H. Cox ngày 6 tháng 11.
Newsom một dạo kết hôn với phát ngôn viên Fox News là Kimberly Guilfoyle, sau lại lấy nhà làm phim Jennifer Siebel Newsom và có bốn con. Về mặt truyền thông ông lập ra chương trình The Gavin Newsom Show trên CurrentTV và là tác giả cuốn Citizenville (2013).
Khi vào nhiệm sở Thống đốc California, Newsom thúc đẩy chính sách y tế phổ thông. Nhiều nhà phân tích chính trị cho rằng Newsom đang dọn đường ra tranh cử tổng thống Hoa Kỳ năm 2020.

## Đầu đời
Gavin Christopher Newsom sinh ra ở San Francisco, California, mẹ là Tessa Thomas (nguyên là họ Menzies); cha là William Alfred Newsom III. Họ Newsom tính đến đời Gavin đã là bốn thế hệ sinh trưởng ở San Francisco. Họ Newsom nguyên quán xuất phát từ Ireland. Thân tộc xa gần phải kể nhạc sĩ Joanna Newsom và Scotsman Thomas Addis (họ bên ngoại). Addis là một nhà khoa học và giáo sư y khoa tại Đại học Stanford.
Cha mẹ của Newsom ly thân khi anh hai tuổi và ly dị năm 1972. Năm mười tuổi, Newsom chuyển cùng mẹ và chị gái đến Hạt Marin gần đó.
Trong khi Newsom sau đó phản ánh rằng anh ta không có một tuổi thơ dễ dàng, anh ta học mẫu giáo và lớp một tại trường song ngữ người Mỹ gốc Pháp ở San Francisco. Cuối cùng anh ta chuyển trường vì chứng khó đọc nghiêm trọng mà vẫn ảnh hưởng đến anh ta. Chứng khó đọc của anh ấy đã làm cho anh ấy khó viết, đánh vần, đọc và làm việc với các con số. Anh ta học lớp ba đến lớp năm tại Notre Dame des Victoires, nơi anh ta được đưa vào các lớp đọc sửa chữa. Ở trường trung học, Newsom chơi bóng rổ và bóng chày và tốt nghiệp trường trung học Redwood năm 1985. Newsom là một cầu thủ xuất sắc trong môn bóng chày và kỹ năng bóng chày của anh đã đưa anh lên trang bìa của Tạp chí Marin độc lập.
Tessa Newsom đã làm ba công việc để hỗ trợ Gavin và chị gái Hilary Newsom Callan, chủ tịch của Tập đoàn PlumpJack, được đặt theo tên của vở opera Plump Jack do người bạn của gia đình Gordon Getty sáng tác. Trong một cuộc phỏng vấn với The San Francisco Chronicle, chị gái anh nhớ lại những ngày lễ Giáng sinh khi mẹ của họ nói với họ rằng sẽ không có bất kỳ món quà nào. Tessa mở nhà của họ để nuôi dưỡng trẻ em, thấm nhuần vào Newsom tầm quan trọng của dịch vụ công cộng. Tài chính của cha anh bị hạn chế một phần vì xu hướng cho đi thu nhập của ông. Newsom đã làm một số công việc ở trường trung học để giúp đỡ gia đình.
Newsom theo học tại Đại học Santa Clara với học bổng bóng chày một phần, nơi ông tốt nghiệp năm 1989 với bằng cử nhân khoa học chính trị. Newsom là một tay ném thuận tay trái cho Santa Clara, nhưng anh ấy đã từ giã sự nghiệp sau hai năm và đã không ném bóng chày kể từ đó. Anh sống trong căn hộ Alameda, mà sau này anh so với sống trong một khách sạn. Sau đó, ông đã phản ánh về sự giáo dục của mình, tin rằng cách tiếp cận Dòng Tên của Santa Clara mà ông nói đã giúp ông trở thành một nhà tư tưởng độc lập, người đặt câu hỏi về chính thống. Khi còn đi học, Newsom đã dành một học kỳ du học tại Rome.
Dì của Newsom đã kết hôn với Ron Pelosi, anh rể của Chủ tịch Hạ viện Hoa Kỳ, bà Nancy Pelosi.

## Nghề nghiệp kinh doanh
On ngày 14 tháng 5 năm 1991, Newsom và nhà đầu tư của ông đã tạo ra công ty PlumpJack Associates LP Năm 1992, nhóm bắt đầu Winery PlumpJack với sự giúp đỡ tài chính  của bạn của gia đình ông Gordon Getty. PlumpJack là tên của một vở opera được viết bởi Getty, người đã đầu tư vào 10 trong số 11 doanh nghiệp của Newsom. Getty nói với tờ San Francisco Chronicle rằng ông đối xử với Newsom như một đứa con trai và đầu tư vào liên doanh kinh doanh đầu tiên của mình vì mối quan hệ đó. Theo Getty, đầu tư kinh doanh sau này là vì "thành công của lần đầu tiên".
Một trong những tương tác ban đầu của Newsom với chính phủ xảy ra khi Newsom chống lại yêu cầu của Sở Y tế San Francisco để lắp đặt bồn rửa tại cửa hàng rượu PlumpJack của mình. Bộ Y tế lập luận rằng rượu vang là một loại thực phẩm và yêu cầu cửa hàng phải lắp đặt bồn rửa trị giá 27.000 đô la trong cửa hàng rượu được trải thảm với lý do cửa hàng cần bồn rửa để lau nhà. Khi Newsom sau đó được bổ nhiệm làm giám sát viên, ông nói với San Francisco Examiner: "Đó là loại bất ổn quan liêu mà tôi sẽ làm việc." 
Doanh nghiệp phát triển thành một doanh nghiệp với hơn 700 nhân viên. PlumpJack Cafe Partners LP đã mở PlumpJack Café, cũng trên đường Fillmore, vào năm 1993. Giữa năm 1993 và 2000, Newsom và các nhà đầu tư của ông đã mở một số doanh nghiệp khác bao gồm PlumpJack Squaw Valley Inn với PlumpJack Café (1994), một nhà máy rượu ở Thung lũng Napa (1995), Balboa Café Bar and Grill (1995), PlumpJack Development Fund LP (1996), MatrixFillmore Bar (1998), PlumpJack Wine shop Noe Valley Branch (1999), PlumpJackSport quần áo (2000), và một quán cà phê Balboa thứ hai tại Squaw Valley (2000). Đầu tư của Newsom bao gồm năm nhà hàng và hai cửa hàng bán lẻ quần áo. Thu nhập hàng năm của Newsom lớn hơn $ 429.000 từ năm 1996 đến năm 2001. Năm 2002, doanh nghiệp của ông được định giá hơn 6,9 triệu đô la. Newsom đã trao chứng nhận quà tặng $ 50 hàng tháng cho các nhân viên của PlumpJack có ý tưởng kinh doanh thất bại, bởi vì theo quan điểm của ông, "Không thể có thành công mà không thất bại." 
Newsom đã bán cổ phần của mình cho các doanh nghiệp ở San Francisco khi ông trở thành thị trưởng vào năm 2004. Ông duy trì quyền sở hữu của mình trong các công ty PlumpJack bên ngoài San Francisco, bao gồm Nhà máy rượu PlumpJack ở Oakville, California, Nhà máy rượu Cade mới do PlumpJack sở hữu ở Angwin, California và PlumpJack Squaw Valley Inn. Ông hiện là chủ tịch vắng mặt của Airelle Wine Inc., được kết nối với Nhà máy rượu vang PlumpJack ở Hạt Napa. Newsom kiếm được từ 141.000 đến 251.000 đô la trong năm 2007 từ lợi tức kinh doanh của mình. Vào tháng 2 năm 2006, anh ta đã trả 2.350.000 đô la cho nơi cư trú ở khu phố Russian Hill, nơi anh ta bán ra thị trường vào tháng 4 năm 2009, với giá 2.995.000 đô la.

## Sự nghiệp chính trị ban đầu
Kinh nghiệm chính trị đầu tiên của Newsom xuất hiện khi ông tình nguyện tham gia chiến dịch thành công của Willie Brown cho thị trưởng năm 1995. Newsom đã tổ chức một buổi gây quỹ tư nhân tại PlumpJack Café của mình. Năm 1996, Brown bổ nhiệm Newsom vào một vị trí trống trong Ủy ban đỗ xe và giao thông, và sau đó ông được bầu làm chủ tịch ủy ban. Năm 1997, Brown bổ nhiệm ông vào ghế giám sát của San Francisco do Kevin Shelley bỏ trống. Vào thời điểm đó, anh ta trở thành thành viên trẻ nhất trong ban giám sát của San Francisco và cũng như Shelley trước anh ta, người đàn ông dị tính da trắng duy nhất của hội đồng quản trị.

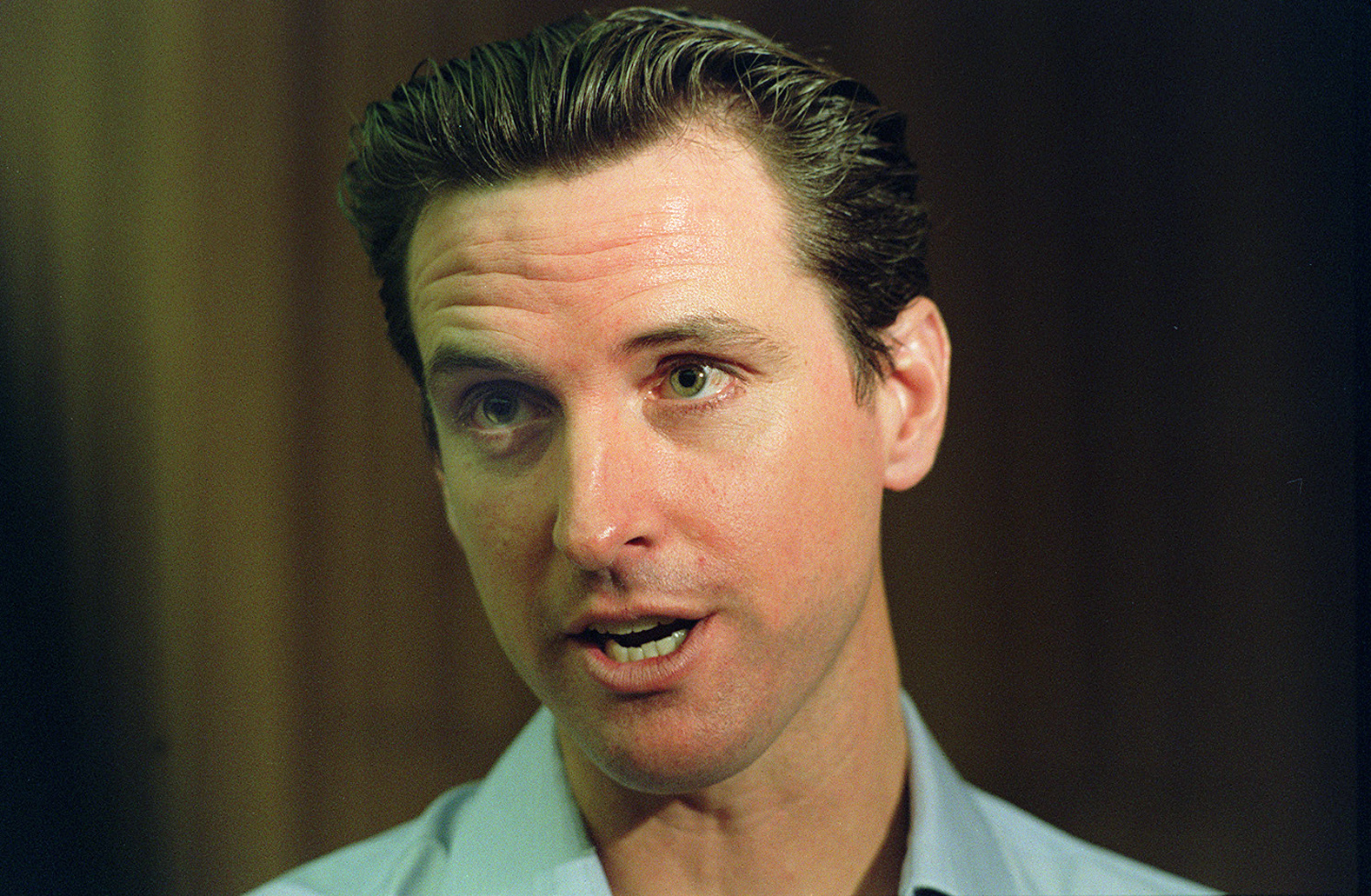
Gavin Newsom năm 2003

Newsom đã được cha mình tuyên thệ và cam kết sẽ mang kinh nghiệm kinh doanh của mình lên hội đồng quản trị. Brown gọi Newsom là "một phần của thế hệ lãnh đạo tương lai của thành phố vĩ đại này". Newsom tự mô tả mình là một "người tự do xã hội và là người theo dõi tài chính". Newsom sau đó đã được bầu vào nhiệm kỳ bốn năm đầy đủ vào hội đồng quản trị vào năm 1998. Năm 1999, cử tri của San Francisco đã chọn trao đổi các cuộc bầu cử lớn với hội đồng quản trị cho hệ thống quận trước đó và Newsom đã được bầu lại vào năm 2000 và năm 2002 để đại diện cho quận thứ hai, bao gồm Pacific Heights, Marina, Cow Hollow, Vách đá biển và Vòng nguyệt quế. Ông không gặp phải sự phản đối nào trong cuộc bầu cử lại năm 2002. Quận của ông có mức thu nhập cao nhất và đăng ký Cộng hòa cao nhất ở San Francisco. Năm 2000, Newsom đã trả 500 đô la cho Đảng Cộng hòa San Francisco để có mặt trong danh sách chứng thực của đảng. 

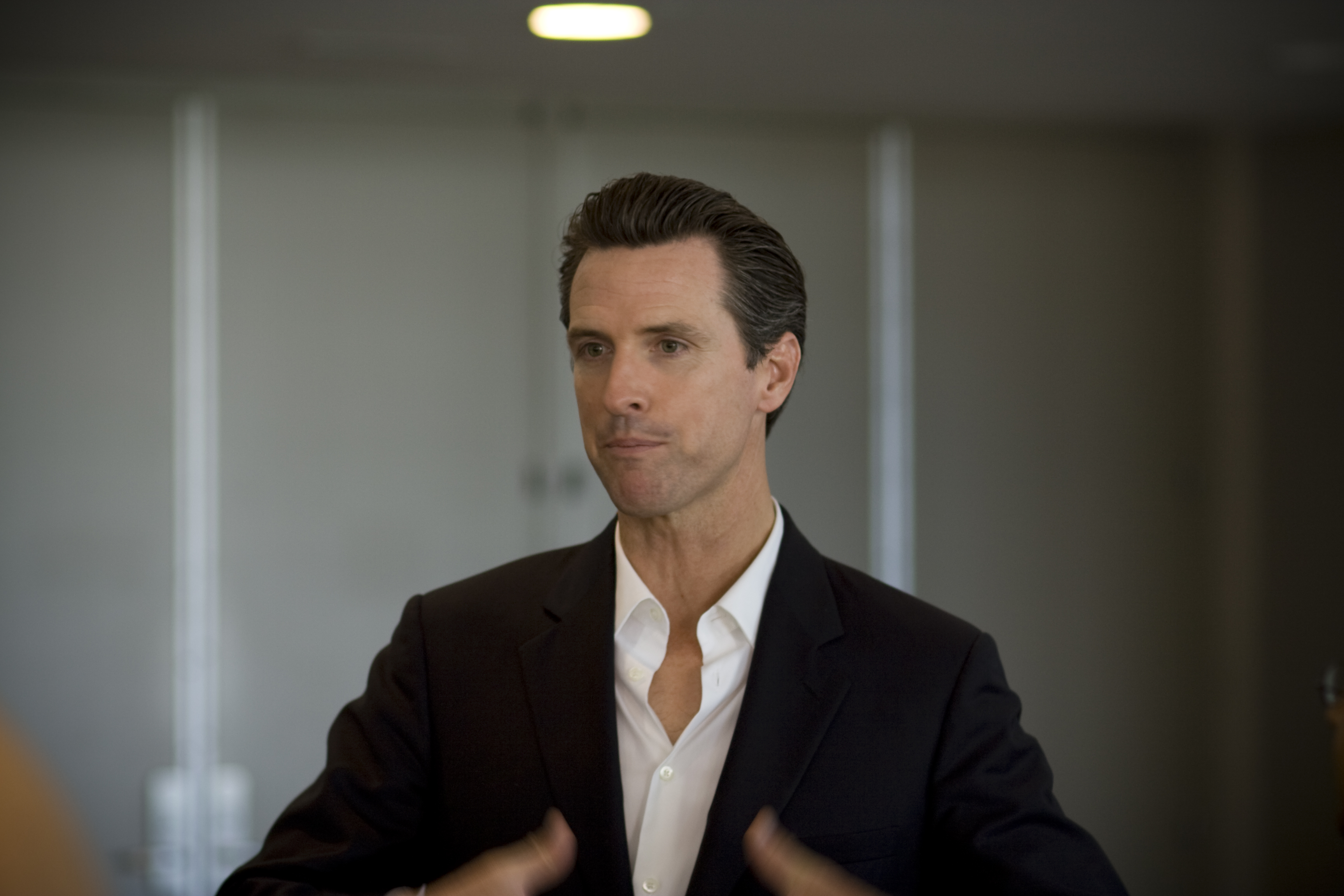
Bản tin tại Netroots Nation 2008

Là một Giám sát viên của San Francisco, Newsom đã thu hút sự chú ý của công chúng vì vai trò của ông trong việc ủng hộ cải cách Đường sắt Thành phố ("Muni"). Ông là một trong hai người giám sát được xác nhận bởi Giải cứu Muni, một nhóm người đi quá cảnh, trong cuộc bầu cử lại năm 1998 của ông. Ông đã tài trợ cho Dự luật B để yêu cầu Muni và các bộ phận khác trong thành phố phát triển các kế hoạch dịch vụ khách hàng chi tiết. Các biện pháp được thông qua với 56,6% phiếu bầu. Newsom đã tài trợ một biện pháp bỏ phiếu từ Giải cứu Muni; một phiên bản của biện pháp đã được các cử tri chấp thuận vào tháng 11 năm 1999.
Newsom cũng hỗ trợ cho phép các nhà hàng phục vụ rượu tại bàn ngoài trời của họ, cấm quảng cáo thuốc lá nhìn thấy trên đường phố, hình phạt cứng hơn cho chủ nhà và một nghị quyết khen ngợi Colin Powell vì đã quyên tiền cho các chương trình thanh thiếu niên đã bị thất bại. Sự hỗ trợ của Newsom cho lợi ích kinh doanh đôi khi làm căng thẳng mối quan hệ của ông với các nhà lãnh đạo lao động.
Trong thời gian Newsom làm giám sát viên, anh đã hỗ trợ các dự án nhà ở thông qua quan hệ đối tác công - tư để tăng quyền sở hữu nhà ở và nhà ở giá rẻ ở San Francisco. Newsom ủng hộ HOPE, một biện pháp bỏ phiếu địa phương thất bại sẽ cho phép tăng tỷ lệ chuyển đổi căn hộ nếu một tỷ lệ người thuê nhất định trong tòa nhà đang mua các đơn vị của họ. Là một ứng cử viên cho thị trưởng, ông đã hỗ trợ xây dựng 10.000 đơn vị nhà ở mới để tạo ra 15.000 công việc xây dựng mới.
Với tư cách là giám sát viên, Newsom là trung tâm của một sáng kiến cử tri có tên là Care Not Cash (Biện pháp N), cung cấp dịch vụ chăm sóc, nhà ở hỗ trợ, điều trị ma túy và giúp đỡ từ các chuyên gia sức khỏe hành vi cho người vô gia cư thay vì chương trình hỗ trợ tiền mặt trực tiếp. Nhiều người ủng hộ quyền vô gia cư đã phản đối sáng kiến này. Biện pháp bỏ phiếu thành công đã nâng cao hồ sơ chính trị của Gavin Newsom và cung cấp cho các tình nguyện viên, nhà tài trợ và nhân viên chiến dịch giúp ông trở thành ứng cử viên hàng đầu cho chức thị trưởng năm 2003.

## Thị trưởng San Francisco

### Bầu cử năm 2003
Newsom được đặt dấu chân đầu tiên vào ngày 4 tháng 11 năm 2003, cuộc tổng tuyển cử trong một lĩnh vực gồm chín người. Newsom đã nhận được 41,9% phiếu bầu cho ứng cử viên 19.6 của Matt Greenale trong vòng bỏ phiếu đầu tiên, nhưng anh ấy đã phải đối mặt với một cuộc đua gần hơn trong cuộc tranh cử vào ngày 9 tháng 12 khi nhiều nhóm tiến bộ của thành phố tụ họp quanh Gonzalez. Cuộc đua là đảng phái với các cuộc tấn công chống lại Gonzalez vì sự ủng hộ của ông đối với Ralph Nader trong cuộc bầu cử tổng thống năm 2000, và các cuộc tấn công chống lại Newsom vì đã đóng góp 500 đô la cho một người đưa thư của đảng Cộng hòa vào năm 2000 ủng hộ các vấn đề mà Newsom ủng hộ. Lãnh đạo đảng Dân chủ cảm thấy rằng họ cần củng cố San Francisco như một thành trì của đảng Dân chủ sau khi thua cuộc bầu cử tổng thống năm 2000 và cuộc bầu cử hồi năm 2003 cho Arnold Schwarzenegger. Các nhân vật quốc gia của Đảng Dân chủ, bao gồm Bill Clinton, Al Gore và Jesse Jackson, đã vận động nhân danh Newsom. Năm giám sát viên đã chứng thực Gonzalez, trong khi Newsom nhận được sự chứng thực của Willie Brown.
Newsom đã giành chiến thắng trong cuộc đua chạy đua, chiếm 53% số phiếu bầu cho 47% của Gonzalez và giành được 11.000 phiếu bầu. Newsom hoạt động như một trung tâm dân chủ thân thiện với doanh nghiệp và một người ôn hòa trong chính trị San Francisco; một số đối thủ của ông gọi ông là bảo thủ. Newsom tuyên bố ông là một trung tâm trong khuôn mẫu Dianne Feinstein. Ông chạy theo khẩu hiệu "những thành phố tuyệt vời, những ý tưởng tuyệt vời" và trình bày hơn 21 bài viết chính sách. Ông cam kết sẽ tiếp tục làm việc về vấn đề vô gia cư của San Francisco.
Newsom đã tuyên thệ nhậm chức thị trưởng vào ngày 3 tháng 1 năm 2004. Ông kêu gọi sự thống nhất giữa các phe phái chính trị của thành phố, và hứa sẽ giải quyết các vấn đề về ổ gà, trường công và nhà ở giá cả phải chăng. Newsom cho biết ông là "một kiểu lãnh đạo khác", người "không ngại giải quyết ngay cả những vấn đề khó khăn nhất".

### Bầu cử năm 2007
Cộng đồng tiến bộ của San Francisco đã cố gắng tìm một ứng cử viên để thực hiện một chiến dịch mạnh mẽ chống lại Newsom. Các giám sát viên Ross Mirkarimi và Chris Daly đã cân nhắc việc chống lại Newsom, nhưng cả hai đều từ chối. Matt Gonzalez cũng quyết định không thách thức Newsom.
Khi ngày 10 tháng 8 năm 2007, thời hạn nộp đơn được thông qua, cuộc thảo luận xung quanh San Francisco đã chuyển sang nói về nhiệm kỳ thứ hai của Newsom. Ông đã bị thách thức trong cuộc bầu cử bởi 13 ứng cử viên bao gồm George Davis, một nhà hoạt động khỏa thân và Michael Powers, chủ sở hữu câu lạc bộ tình dục Power Exchange. Tony Hall, cựu giám sát viên bảo thủ đã rút lui vào đầu tháng 9 do thiếu sự hỗ trợ.
Tờ San Francisco Chronicle tuyên bố vào tháng 8 năm 2007 rằng Newsom không gặp phải "mối đe dọa nghiêm trọng nào đối với cuộc bầu cử lại của ông", đã huy động được 1,6 triệu đô la cho chiến dịch tái tranh cử vào đầu tháng 8. Ông đã giành chiến thắng trong cuộc bầu cử lại vào ngày 6 tháng 11 năm 2007 với hơn 72% số phiếu. Khi nhậm chức nhiệm kỳ thứ hai, Newsom hứa sẽ tập trung vào môi trường, vô gia cư, chăm sóc sức khỏe, giáo dục, nhà ở và xây dựng lại Bệnh viện Đa khoa San Francisco.

### Thị trưởng

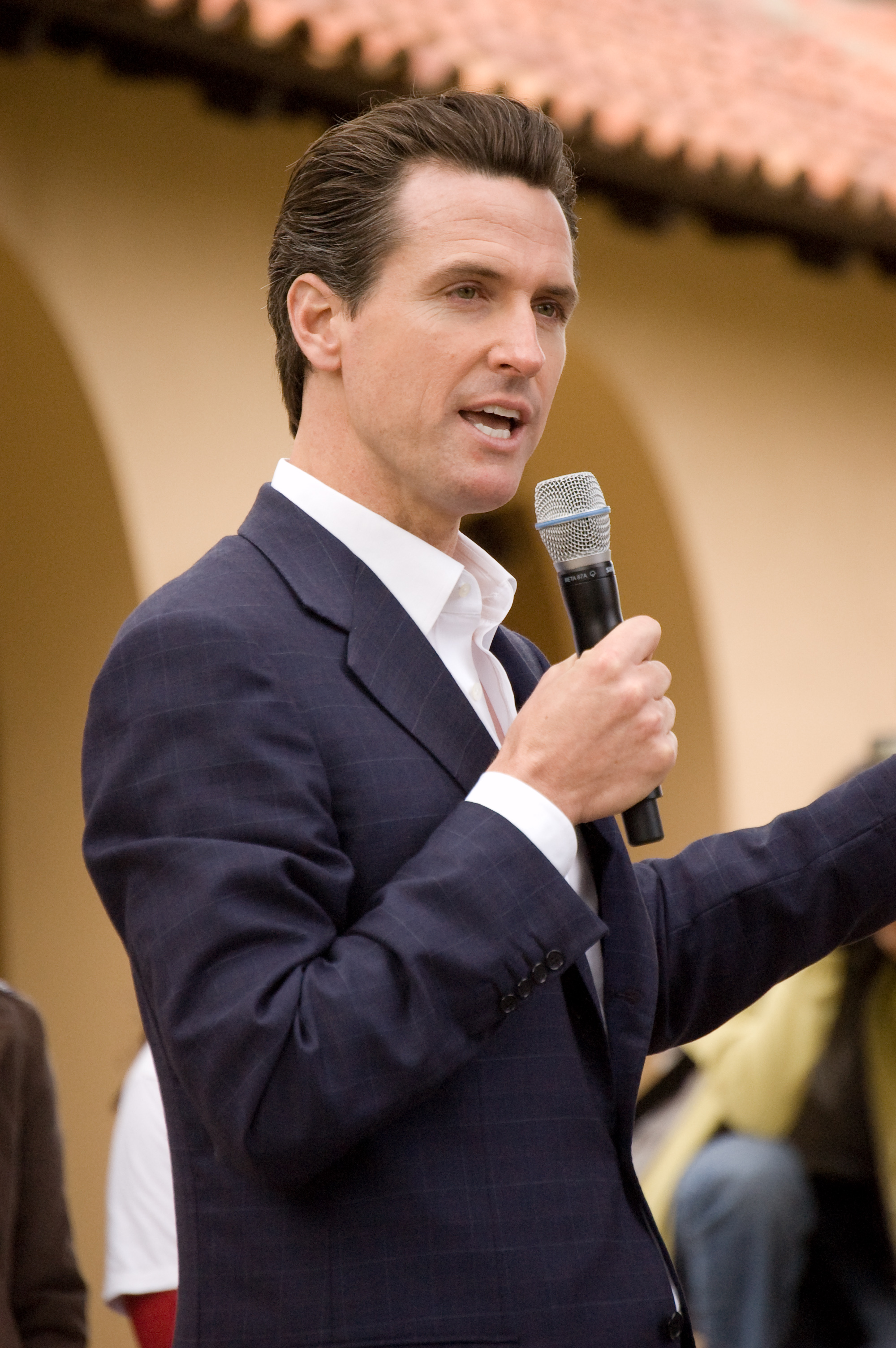
Newsom tại Đại học Stanford năm 2008

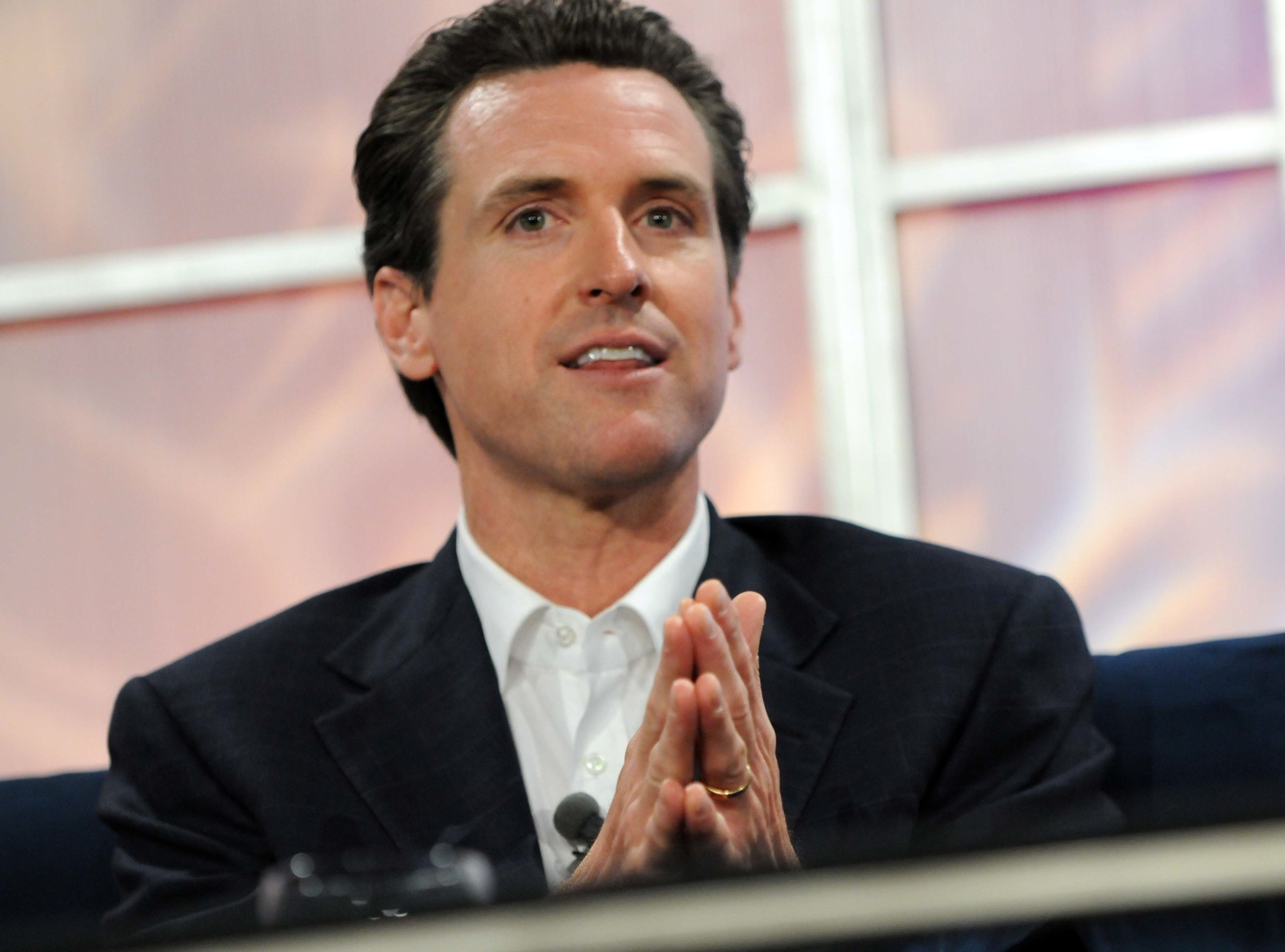
Gavin Newsom tại Hội nghị thượng đỉnh Web 2.0 năm 2008

Là thị trưởng, Newsom tập trung vào các dự án phát triển ở Hunters Point và Treasure Island. Ông đã ký Kế hoạch Healthy San Francisco vào năm 2007 để cung cấp cho cư dân San Francisco dịch vụ chăm sóc sức khỏe toàn cầu. Năm 2004, Newsom thu hút sự chú ý của quốc gia khi ông chỉ đạo thư ký quận San Francisco cấp giấy phép kết hôn cho các cặp đồng giới, vi phạm luật tiểu bang được thông qua năm 2000.
Việc thực hiện Care Not Cash bắt đầu vào ngày 1 tháng 7 năm 2004. Là một phần của sáng kiến Care Not Cash của ông, 5.000 người vô gia cư khác đã được cấp chỗ ở vĩnh viễn trong thành phố. Tính đến  ngày 21 tháng 10 năm 2007, khoảng 2.000 người đã được đưa vào nhà ở vĩnh viễn với sự hỗ trợ. Các chương trình khác do Newsom khởi xướng để chấm dứt tình trạng vô gia cư mãn tính bao gồm Nhóm tiếp cận người vô gia cư San Francisco (SF HOT) và Kết nối vô gia cư dự án (PHC). Vào ngày 27 tháng 10 năm 2004, trong một cuộc đình công của các nhân viên khách sạn tại một tá khách sạn ở San Francisco, Newsom đã tham gia các thành viên của UNITE TẠI ĐÂY trên một tuyến đường trước khách sạn Westin St. Ông tuyên bố rằng thành phố sẽ tẩy chay các khách sạn bằng cách không tài trợ cho các sự kiện của thành phố cho đến khi các khách sạn đồng ý ký hợp đồng với công nhân. Tranh chấp hợp đồng đã được giải quyết vào tháng 9 năm 2006.
Năm 2005, Newsom đã thúc đẩy một đạo luật của tiểu bang cho phép các cộng đồng ở California tạo ra chính sách hạn chế một số giống chó nhất định.
Năm 2009, Newsom bị tấn công từ Đảng Dân chủ San Francisco vì đã không thực hiện luật thành phố trú ẩn của Thành phố San Francisco, theo đó thành phố này không hỗ trợ Cơ quan Thực thi Di trú và Hải quan Hoa Kỳ.
Năm 2009, Newsom đã nhận được Giải thưởng Lãnh đạo vì Cộng đồng lành mạnh, cùng với Thị trưởng Michael Bloomberg của thành phố New York và ba quan chức công cộng khác, vì cam kết làm cho thực phẩm lành mạnh và các lựa chọn hoạt động thể chất dễ tiếp cận hơn với trẻ em và gia đình. Năm 2008, ông đã tổ chức Hội nghị bàn tròn nông thôn đô thị để khám phá các cách để thúc đẩy phát triển thực phẩm khu vực và tăng khả năng tiếp cận với thực phẩm giá cả phải chăng. và ông đã bảo đảm 8 triệu đô la trong quỹ liên bang và địa phương cho chương trình Better Streets. quan điểm y tế công cộng được tích hợp đầy đủ vào các quy trình quy hoạch đô thị. Ông đã ký một dự luật - dán nhãn hóa đơn thành luật, yêu cầu các nhà hàng chuỗi đó in thông tin dinh dưỡng trên thực đơn của họ. Năm 2010, Newsom được Samepoint đặt tên là "Thị trưởng xã hội nhất nước Mỹ", dựa trên phân tích các hồ sơ truyền thông xã hội của các thị trưởng từ 100 thành phố lớn nhất nước Mỹ.

### Hôn nhân đồng tính
Năm 2004, Newsom đã thu hút sự chú ý của quốc gia khi ông chỉ đạo thư ký quận San Francisco cấp giấy phép kết hôn cho các cặp đồng giới, vi phạm luật pháp tiểu bang hiện hành. Vào tháng 8 năm 2004, Tòa án Tối cao California đã hủy bỏ các cuộc hôn nhân mà Newsom đã ủy quyền, vì chúng mâu thuẫn với luật pháp tiểu bang vào thời điểm đó. Tuy nhiên, động thái bất ngờ của Newsom đã thu hút sự chú ý của quốc gia về các vấn đề hôn nhân đồng tính, củng cố sự ủng hộ chính trị cho Newsom ở San Francisco và trong cộng đồng đồng tính nam.
Trong cuộc bầu cử năm 2008, Newsom là một đối thủ nổi bật và mạnh mẽ của Dự luật 8, sáng kiến bỏ phiếu để đảo ngược phán quyết của Tòa án Tối cao California rằng có quyền lập hiến đối với hôn nhân đồng giới. Những người ủng hộ Dự luật 8 đã phát hành một quảng cáo có Newsom nói những lời sau đây trong một bài phát biểu liên quan đến hôn nhân đồng giới: "Cánh cửa này hiện đang rộng mở. Điều đó sẽ xảy ra, dù bạn có thích hay không. "  Một số nhà quan sát lưu ý rằng các cuộc thăm dò ý kiến thay đổi ủng hộ Dự luật 8 sau khi phát hành quảng cáo; chính điều này đã dẫn đến suy đoán rằng Newsom đã vô tình đóng một vai trò trong việc thông qua dự luật.

## Phó thống đốc California

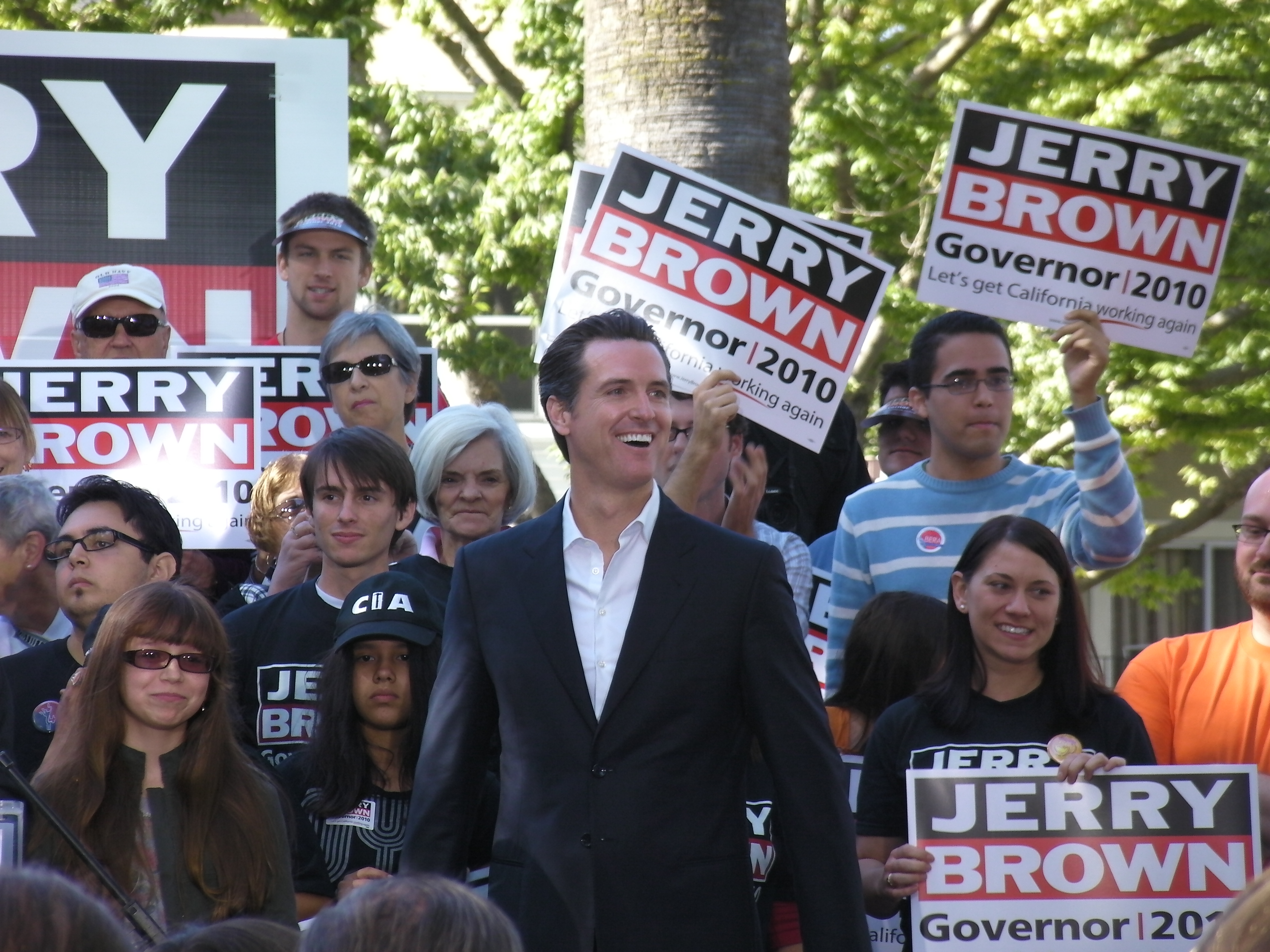
Gavin Newsom tại một sự kiện chiến dịch của Jerry Brown, 2010

Vào tháng 4 năm 2009, Newsom tuyên bố ý định ra tranh cử Thống đốc California trong cuộc bầu cử năm 2010. Vào tháng 9 năm 2009, ông đã nhận được sự chứng thực của cựu tổng thống Bill Clinton. Trong chiến dịch tranh cử, Newsom đã nhận xét rằng, nếu được bầu, ông muốn được gọi là "Kẻ hủy diệt" (ám chỉ biệt danh của Thống đốc Arnold Schwarzenegger, " Thống đốc "). Tuy nhiên, trong suốt chiến dịch, Newsom phải chịu số lượng thăm dò ý kiến thấp, vượt qua ứng cử viên hàng đầu của đảng Dân chủ Jerry Brown với hơn 20 điểm trong hầu hết các cuộc thăm dò. Vào tháng 10 năm 2009, Newsom đã rời khỏi cuộc đua vũ trụ.
Vào tháng 2 năm 2010, Newsom đã nộp các giấy tờ ban đầu để ứng cử Phó thống đốc. và chính thức tuyên bố tranh cử vào tháng ba. Ông đã nhận được đề cử của đảng Dân chủ vào tháng 6, và giành chiến thắng trong cuộc bầu cử vào ngày 2 tháng 11 năm 2010  Newsom đã tuyên thệ nhậm chức thống đốc vào ngày 10 tháng 1 năm 2011. Việc trì hoãn một tuần là để đảm bảo rằng người kế nhiệm là thị trưởng của San Francisco đã được chọn trước khi ông rời nhiệm sở. Edwin M. Lee, quản trị viên thành phố, nhậm chức một ngày sau khi Newsom tuyên thệ nhậm chức thống đốc. Vào tháng 5 năm 2012, anh ra mắt trên kênh truyền hình hiện tại với tư cách là người dẫn chương trình The Gavin Newsom Show. Năm 2012, Newsom đã thu hút những lời chỉ trích vì quan điểm tiêu cực của mình   thủ đô Sacramento của tiểu bang California.
Vào ngày 4 tháng 11 năm 2014, Newsom đã được bầu lại làm Phó thống đốc California, đánh bại đảng viên Đảng Cộng hòa Ron Nehring với 57,2% phiếu bầu. Nhiệm kỳ thứ hai của ông bắt đầu vào ngày 5 tháng 1 năm 2015, cùng ngày khi Thống đốc Brown tuyên thệ nhậm chức nhiệm kỳ thứ hai sau khi tái đắc cử.

### Công nghệ trong chính phủ
Newsom đã phát hành cuốn sách đầu tiên của mình, Citizenville: How to Take the Town Square Digital and Rebvent Chính phủ, vào ngày 7 tháng 2 năm 2013. Cuốn sách nói về phong trào Gov 2.0 đang diễn ra trên khắp Hoa Kỳ. Sau khi phát hành Citizenville, Newsom bắt đầu hợp tác với Trung tâm nghiên cứu công nghệ thông tin vì lợi ích xã hội tại Đại học California, Berkeley, trên Thẻ báo cáo California (CRC). CRC là một nền tảng được tối ưu hóa cho thiết bị di động, cho phép cư dân California "chấm điểm" tiểu bang của họ theo sáu vấn đề kịp thời. CRC minh họa các ý tưởng được trình bày trên tờ Citizenville của Newsom, khuyến khích sự tham gia trực tiếp của công chúng vào các vấn đề của chính phủ thông qua công nghệ hiện đại.
Năm 2015, Newsom hợp tác với Viện Công nghệ tiên tiến và Chính sách công tại Đại học bang Bách khoa California để ra mắt Dân chủ kỹ thuật số, một công cụ trực tuyến sử dụng nhận dạng khuôn mặt và giọng nói để cho phép người dùng điều hướng các thủ tục lập pháp của California.

### Giáo dục
Vào tháng 11 năm 2015, Newsom đã tham gia Giám đốc Eloy Oakley của Long Beach City College khi đó đang kêu gọi thành lập California College Promise, nơi sẽ tạo ra sự hợp tác giữa các trường công lập, trường đại học công và nhà tuyển dụng và cung cấp một nền giáo dục đại học cộng đồng miễn phí. Trong suốt năm 2016, Newsom đã tham gia cùng với Thị trưởng Libby Schaaf của Oakland tại lễ ra mắt của Promise Oakland và sau đó là Đệ nhất phu nhân Jill Biden và Thị trưởng LA Eric Garcetti tại buổi ra mắt LA Promise. Vào tháng 6 năm 2016, Phó Thống đốc đã giúp đảm bảo 15 triệu đô la trong ngân sách nhà nước để hỗ trợ việc tạo ra các chương trình hứa hẹn trên toàn tiểu bang.
Vào tháng 12 năm 2015, Newsom đã kêu gọi Đại học California phân loại lại các khóa học về khoa học máy tính như một lớp học thuật cốt lõi để khuyến khích nhiều trường trung học cung cấp chương trình giảng dạy khoa học máy tính. Newsom tài trợ luật thành công được ký bởi Thống đốc Brown vào tháng 9 năm 2016, bắt đầu quá trình lập kế hoạch mở rộng giáo dục khoa học máy tính cho tất cả học sinh ở California, bắt đầu ngay từ khi còn mẫu giáo.
Năm 2016, Phó Thống đốc đã thông qua một loạt cải cách tại Đại học California để cung cấp cho các vận động viên sinh viên thêm hỗ trợ liên quan đến học tập và chấn thương, và để đảm bảo rằng các hợp đồng cho các giám đốc thể thao và huấn luyện viên nhấn mạnh tiến bộ học tập. Điều này được đưa ra để đáp ứng với một số chương trình thể thao, bao gồm cả đội bóng đá của Đại học California - Berkeley, nơi có tỷ lệ tốt nghiệp thấp nhất trong cả nước.

### Hợp pháp hóa cần sa
Vào năm 2014, Newsom là chính trị gia duy nhất trên toàn tiểu bang tán thành Dự luật 47 của California, một bộ luật quy định các tội phạm bất bạo động như tội phạm ma túy và tài sản, biến chúng thành tội ác trái ngược với trọng tội.
Vào tháng 7 năm 2015, Newsom đã công bố báo cáo cuối cùng của Ủy ban Blue Ribbon về Chính sách cần sa mà ông đã triệu tập với Liên minh Tự do Dân sự Hoa Kỳ California vào năm 2013. Các khuyến nghị của báo cáo để điều chỉnh cần sa đã được dự định để thông báo một biện pháp hợp pháp hóa trong lá phiếu tháng 11 năm 2016. Newsom ủng hộ biện pháp kết quả, Dự luật 64, hợp pháp hóa việc sử dụng và trồng cần sa cho cư dân tiểu bang California từ 21 tuổi trở lên.
Đáp lại những tuyên bố ủng hộ của Bộ trưởng Báo chí Sean Spicer, Newsom đã gửi một lá thư vào ngày 24 tháng 2 năm 2017, cho Tổng chưởng lý và Tổng thống Trump, kêu gọi họ đừng tăng cường thực thi liên bang chống lại các công ty cần sa giải trí mở ra ở California. Ông viết: "Chính phủ không được tước bỏ ngành công nghiệp hợp pháp và được hỗ trợ công khai trong hoạt động kinh doanh của mình và trao trả lại cho các băng đảng ma túy và tội phạm... Đại lý không thẻ trẻ em. Tôi kêu gọi bạn và chính quyền của bạn hợp tác với California và tám tiểu bang khác đã hợp pháp hóa cần sa để sử dụng cho người lớn theo cách cho phép chúng tôi thực thi luật pháp tiểu bang bảo vệ công chúng và trẻ em của chúng tôi, trong khi nhắm vào các diễn viên xấu. " Newsom đã trả lời các bình luận của Spicer, so sánh cần sa với opioids, "Không giống như cần sa, opioid là một chất gây nghiện và có hại, và tôi sẽ hoan nghênh những nỗ lực tập trung của chính quyền của bạn trong việc giải quyết cuộc khủng hoảng sức khỏe cộng đồng đặc biệt này." 

### Tử hình
Newsom ủng hộ một biện pháp thất bại vào năm 2012 đã tìm cách chấm dứt hình phạt tử hình ở California. Ông tuyên bố sáng kiến này sẽ tiết kiệm hàng triệu đô la California, với lý do thống kê rằng California đã chi 5 tỷ đô la kể từ năm 1978 để xử tử chỉ 13 người.
Newsom cũng ủng hộ Dự luật 62 thất bại vào năm 2016, điều này cũng sẽ bãi bỏ án tử hình ở California. Ông lập luận rằng Dự luật 62 sẽ thoát khỏi một hệ thống "được quản lý với sự chênh lệch chủng tộc đáng lo ngại". Ông cũng tuyên bố rằng án tử hình về cơ bản là vô đạo đức và không ngăn chặn tội phạm.

## Thống đốc California
Vào ngày 11 tháng 2 năm 2015, Newsom tuyên bố rằng ông đang mở một tài khoản chiến dịch cho thống đốc trong cuộc bầu cử năm 2018, cho phép ông gây quỹ cho một chiến dịch để kế vị Jerry Brown làm Thống đốc California. Vào ngày 5 tháng 6 năm 2018, ông đã hoàn thành trong top hai trong số những người đầu tiên không thuộc đảng phái và đã đánh bại đảng viên Cộng hòa John H. Cox bằng thắng lợi long trời lở đất trong cuộc bầu cử thống đốc vào ngày 6 tháng 11 
Newsom đã tuyên thệ vào ngày 7 tháng 1 năm 2019.

## Cuộc sống cá nhân

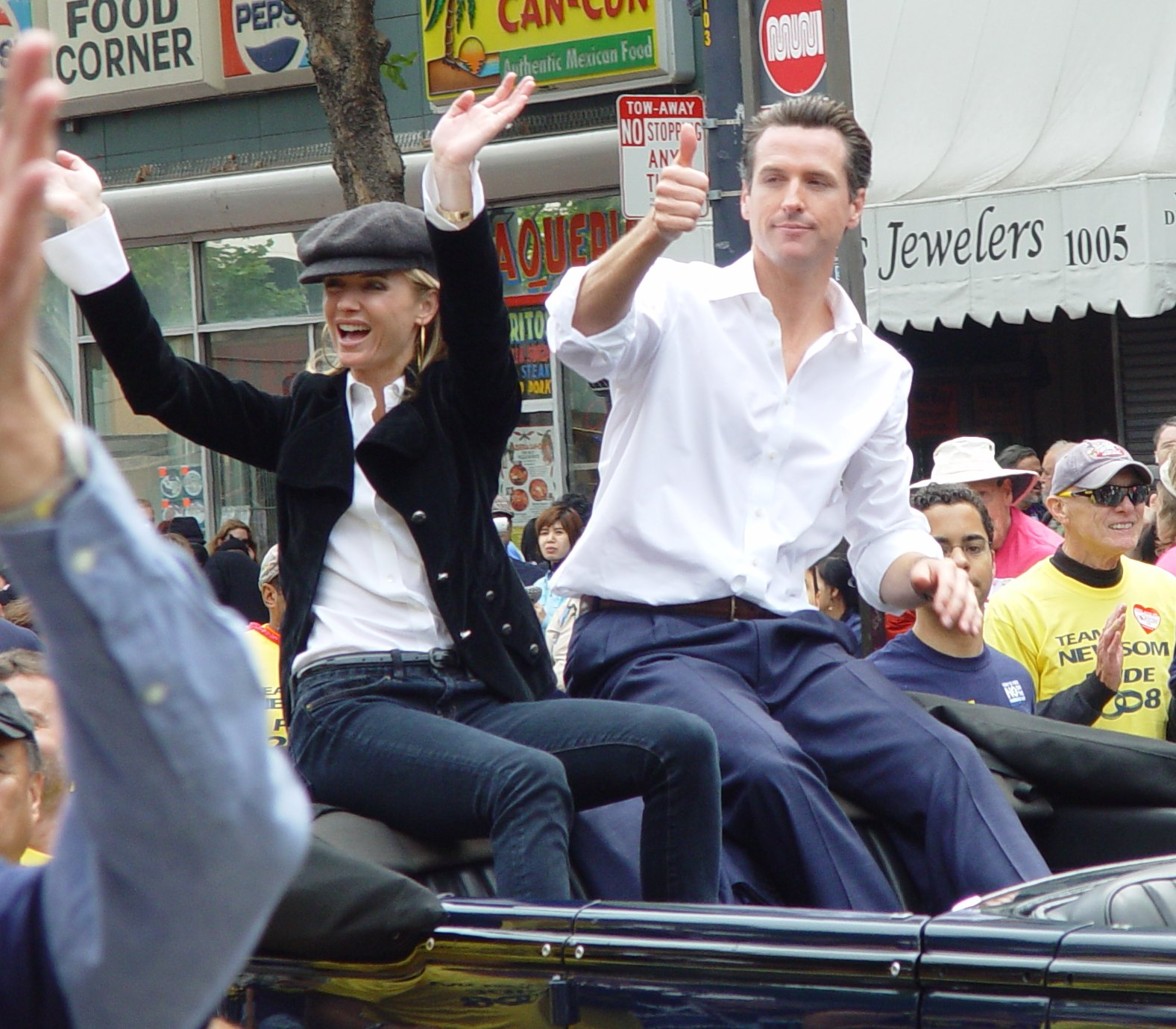
Newsom với vị hôn thê lúc đó Jennifer Siebel tại cuộc diễu hành San Francisco Pride 2008

Newsom đã được rửa tội và nuôi dưỡng theo đức tin Công giáo La Mã của cha mình. Ông mô tả mình là một "phiến quân Công giáo Ailen [...] trong một số khía cạnh, nhưng một người vẫn còn rất ngưỡng mộ Giáo hội và đức tin rất mạnh mẽ". Khi được hỏi về tình trạng hiện tại của Giáo hội Công giáo, ông nói rằng nhà thờ đang gặp khủng hoảng. Newsom cho biết ông ở lại với Giáo hội vì "mối liên hệ chặt chẽ với mục đích lớn hơn, và   [...] Cao hơn   [... ] "Newsom tự nhận mình là người Công giáo thực hành. nói rằng anh ta có" ý thức mạnh mẽ về đức tin lâu năm: ngày này qua ngày khác ".
Vào tháng 12 năm 2001, Newsom kết hôn với Kimberly Guilfoyle, cựu công tố viên San Francisco và là nhà bình luận pháp lý cho Court TV, CNN và MSNBC và sau đó trở thành một nhân vật nổi bật trên Fox News Channel. Cặp đôi kết hôn tại nhà thờ Công giáo Saint Ignatius trong khuôn viên trường đại học San Francisco, nơi Guilfoyle theo học trường luật. Cặp đôi này đã xuất hiện trên tạp chí Harper's Bazaar số tháng 9 năm 2004, trong một sự lan truyền của họ tại Biệt thự Getty với tiêu đề "Những chú chó giống mới". Vào tháng 1 năm 2005, họ cùng nhau đệ đơn ly hôn, với lý do "những khó khăn do sự nghiệp của họ ở bờ biển đối diện". Cuộc ly hôn của họ được hoàn tất vào ngày 28 tháng 2 năm 2006.
Năm 2005, Newsom được Diễn đàn kinh tế thế giới chọn là Nhà lãnh đạo toàn cầu trẻ.
Vào tháng 1 năm 2007, có thông tin rằng Newsom đã có một mối quan hệ lãng mạn vào giữa năm 2005 với Ruby Rippey-Tourk, vợ của giám đốc chiến dịch lúc đó của ông và cựu phó giám đốc, Alex Tourk. Tourk đệ đơn ly hôn ngay sau khi tiết lộ và rời khỏi chiến dịch và quản trị của Newsom. Mối quan hệ của Newsom với Rippey-Tourk đã tác động đến sự nổi tiếng của anh với các cử tri nam, những người coi ngoại tình là sự phản bội của một người bạn thân và đồng minh.
Vào tháng 9 năm 2006, Newsom bắt đầu hẹn hò với đạo diễn phim Jennifer Siebel. Vào tháng 2 năm 2007, anh ta tuyên bố sẽ tìm cách điều trị lạm dụng rượu. Vào tháng 12 năm 2007, Newsom và Siebel tuyên bố đính hôn, và họ đã kết hôn tại Stevensville, Montana, vào tháng 7 năm 2008  Vào tháng 9 năm 2009, Siebel hạ sinh một bé gái, Montana Tessa Newsom. Siebel sinh con trai, Hunter Siebel Newsom, vào ngày 12 tháng 6 năm 2011, con gái của họ Brooklynn vào ngày 3 tháng 7 năm 2013. và vào ngày 26 tháng 2 năm 2016, Newsoms đã thông báo về việc sinh con trai thứ hai, người Hà Lan.
Năm 2012, Newsom và gia đình rời khỏi San Francisco và mua một ngôi nhà ở Kentfield, California, ở Hạt Marin.